# Црно-Врело
45°11′ пн. ш. 15°34′ сх. д. / 45.19° пн. ш. 15.57° сх. д.
Црно-Врело (хорв. Crno Vrelo) — населений пункт у Хорватії, в Карловацькій жупанії у складі міста Слунь.

## Населення
Населення за даними перепису 2011 року становило 7 осіб.
Динаміка чисельності населення поселення: